# 크리스천 화이트헤드
크리스천 화이트헤드(Christian Whitehead)는 인터넷 닉네임 택스맨(Taxman)으로도 알려진, 오스트레일리아 출신의 게임 개발자이다. 소닉 시리즈의 클래식 작품들을 그가 직접 개발한 레트로 엔진(Retro Engine)으로 iOS와 안드로이드로 포팅하는 작업을 주도했으며, 2017년 발매되는 소닉 시리즈의 신작 게임 《소닉 마니아》의 개발에 참여한다.

## 리마스터링 또는 개발 작품
- 소닉 CD
- 소닉 더 헤지호그
- 소닉 더 헤지호그 2
- 소닉 매니아